# マリオ・シュテヒャー
マリオ・シュテヒャー（Mario Stecher, 1977年7月17日）は、オーストリア、シュタイアーマルク州アイゼンエルツ出身のノルディック複合選手である。
2002年ソルトレークシティオリンピックの4x5km団体（クリストフ・ビーラー、ミヒャエル・グルーバー、フェリックス・ゴットヴァルト）で銅メダル、2006年トリノオリンピックでは、4x5km団体（グルーバー、ビーラー、ゴットヴァルト）で金メダルを獲得した。2010年バンクーバーオリンピック団体で2大会連続の金メダルを獲得。
ノルディックスキー世界選手権では、1997年大会で銅メダル、2001年大会で銀メダルを、2011年大会ではノーマルヒルとラージヒルの両方で金メダル、いずれも4x5km団体で獲得している。また、1994年にはホルメンコーレンスキー大会で優勝した。ノルディック複合・ワールドカップでは1997-1998シーズンに総合2位、通算12勝（2位13回、3位17回、2011-2012シーズン終了時点）。